# Mobilní marketing
Mobilní marketing je forma reklamy, která se zobrazuje na mobilních zařízeních – zpravidla telefonech či tabletech. V minulosti byla vnímána především jako SMS marketing, tedy inzerent poslal SMS zprávu s reklamním sdělením uživateli mobilního telefonu. S narůstající oblibou dotykových mobilních telefonů s velkým displejem se možnosti tohoto druhu marketingu značně rozšiřují: inzerent může zobrazovat textovou nebo grafickou (bannerovou) reklamu na internetových stránkách, optimalizovaných pro mobilní zařízení, nebo v mobilních aplikacích.
Profesor marketingu Andreas Kaplan vidí mobilní marketing jako "jakoukoliv marketingovou činnost vykonávanou prostřednictvím všudypřítomné sítě, ke které jsou spotřebitelé neustále připojeni pomocí osobního mobilního zařízení".
Do mobilního marketingu je možné zahrnout i samotnou výrobu webových stránek, které jsou speciálně upraveny pro prohlížení z mobilního telefonu (obsahují méně textu a obrázků, velká tlačítka, naopak neobsahují flashové prvky...).
Zvláštní formou je využití QR kódů, které inzerent přidává k tištěnému inzerátu, čtenář ho pomocí mobilního telefonu naskenuje a získá tak o nabídce více informací, může si prohlédnout více obrázků, video apod.
Z dřívějšího pasivního přijímání SMS či MMS zpráv se tak stává aktivní komunikační platforma mezi inzerentem a uživatelem. Vzhledem k tomu, že do roku 2015 se v některých rozvinutých zemích předpokládá vyšší počet přístupů přes mobilní zařízení než přes počítač, předpovídá se tomuto odvětví reklamy rychlý růst.